# UTC+05:45
Giờ UTC +5:45 là múi giờ của Nepal từ năm 1986.
Đây là giờ gần đúng giờ trung bình Kathmandu, cách Giờ trung bình Greenwich 5 giờ 45 phút.